# Richard Engelbert
Heinrich Richard Engelbert (* 19. Juni 1820 in Barmen; † 16. November 1910 in Duisburg) war ein evangelischer Pastor und Leiter der Pastoralgehülfen- und Diakonenanstalt Duisburg.

Richard Engelbert als Kandidat nach einer Zeichnung von Georg Bleibtreu

## Jugend und Studienzeit
Engelbert wurde als Sohn des Schneidermeisters Heinrich Engelbert aus Aplerbeck und seiner Frau Katharina Elisabeth Rühl aus Homburg v. d. H. in Barmen geboren. Er besuchte das Gymnasium in Elberfeld, was für ihn morgens und abends eine Stunde Fußmarsch bedeutete, weil seine Eltern nicht über das Geld für den Omnibus verfügten. 1839 ging er zum Studium nach Bonn. Er hörte Vorlesungen bei Friedrich Bleek, Gottfried Kinkel und Karl Immanuel Nitzsch, von denen er wenig begeistert war. Auch fand er in studentischen Kreisen nicht den Anschluss, der ihm gefiel. Es gab dort zwar eine Theologenkneipe, die ihm jedoch wenig zusagte. So wechselte er an die Universität Halle. Dort hörte er Vorlesungen bei August Tholuck und Julius Müller, die damals viele Studenten nach Halle zogen, und geriet bald unter den Einfluss von Tholuck.
An den in Halle damals bestehenden studentischen Korporationen fand Engelbert keinen Gefallen, sammelte aber bald einen Kreis gleichgesinnter Studenten, die wie er Hörer von Tholuck und Müller waren, um sich und gründete mit diesen eine neue Vereinigung, die die Schlemmerei und Völlerei der übrigen Korporationen ablehnte und das Duell verwarf. Dieser Verein war 1844 am Schleizer Konzil des Wingolf beteiligt, um sich kurz darauf in den Hallenser Wingolf und die Pflüger zu spalten. Engelbert und seine Freunde vom „Alten Verein“ schlossen sich als Alte Herrn dem Hallenser Wingolf an. Die Mitglieder dieses Kreises blieben sich bis an das Lebensende treu verbunden und unterhielten einen Briefkreis. Engelbert war der Sekretär und sorgte für den Weiterversand der Briefe. Hin und wieder traf man sich auch an den Wirkungsstätten der Freunde. Auch dem Hallenser Wingolf blieb er zeitlebens eng verbunden und hielt noch beim 50-jährigen Bestehen im Jahre 1894 die Ernste Feier. Bei seinen zahlreichen Reisen besuchte er immer wieder gerne seine Brüder, besonders Pfarrer Kind in Davos und Pfarrer Eisenlohr in Gernsbach. Auch trafen sich die Brüder bis ins hohe Alter u. a. in Boppard am Rhein.

Die Stifter Engelbert (links) und Reinhardt auf dem 65. Stiftungsfest des Bonner Wingolf, 1906

In den Weihnachtsferien 1840 ereilte Engelbert ein schwerer Schicksalsschlag. Er weilte mit Freunden in Berlin, um die Hauptstadt Preußens kennen zu lernen, als ihn ein Brief Tholucks ereilte, in dem dieser ihm mitteilte, dass seine Mutter im Sterben liege.
Nach zwei Semestern kehrte Engelbert im Herbst 1841 zurück nach Bonn. Auch dort schaffte er es nun gemeinsam mit Klamor Topp vom Hallenser Verein, noch im gleichen Jahr einen gleichgesinnten Verein zu gründen. Zahlreiche Mitglieder des Hallenser Vereins traten in den folgenden Jahren ebenfalls dem neuen Bonner Verein bei, der bald auf Betreiben Albrecht Schölers den Namen Bonner Wingolf führte. Auch diesem blieb Engelbert Zeit seines Lebens eng verbunden. Andere beteiligen sich an der Gründung des Berliner Wingolfs, der als Tochterverbindung des Bonner Wingolf entstanden ist. So wurde Engelbert zum geistigen Vater des nun entstehenden Wingolfsbundes.

## Wirken
Nach seinem Studium trat er eine Hauslehrerstelle in Barmen bei der Fabrikantenfamilie C. F. Klein-Schlatter an.
Im Oktober 1843 legte er sein erstes Examen ab. Nach seiner Kandidatenzeit, die er unterbrochen von seinem Aufenthalt in Moers ebenfalls in Barmen verbrachte und sich stark im örtlichen Vereinswesen, insbesondere im von Klein 1836 gegründeten Jünglingsverein (Sonntagsverein-heute CVJM Adlerbrücke) und der ebenfalls von diesem und seiner Frau gegründeten Kleinkinderschule engagierte. Im Juli 1845 legte er sein 2. Examen ab und wurde Hilfsprediger in Herdecke. Hier wurde er zum leidenschaftlichen Prediger und zeigte stets ein Herz für die Armen. Da Alkohol, insbesondere Brandwein dort verbreitet war und viel Missbrauch getrieben wurde, predigte er entschieden die Mäßigkeit und gründete einen Enthaltsamkeitsverein, dem zahlreiche Gemeindeglieder beitraten.
Im Sommer 1847 war die Inspektorenstelle der 1844 von Theodor Fliedner gegründeten Pastoralgehülfen- und Diakonenanstalt neu zu besetzen. Fliedner, der ihn in Barmen kennen gelernt hatte, erinnerte sich an ihn und bot ihm die Stelle an, die Engelbert mit Freude annahm.
Am 17. Oktober 1849 wurde er ordiniert. Auf Bitten der evangelischen Christen in Lintorf, wo keine evangelische Gemeinde mehr bestand, hielt er dort ab Oktober 1849 vierzehntäglich am Sonntagnachmittag Gottesdienst im Betsaal der evangelischen Schule.
Als 1848 die Revolution in Deutschland tobte, gründete der konservative Engelbert mit Gleichgesinnten aus einem Kreis gläubiger Christen die „Evangelische Gesellschaft für Deutschland“. Die Mitglieder waren der Ansicht, dass nur das Evangelium von Christus das Volk retten könne.
Am 12. Dezember wurde auf einer Konferenz der Inneren Mission die Herausgabe eines Sonntagsblattes beschlossen und die Diakonenanstalt gebeten, Herausgabe und Versand zu übernehmen, was zunächst nicht zur Freude von Engelbert war, obwohl auch er die Notwendigkeit einer solchen Zeitung sah. Aber er „fühlte nicht den Drang des Schriftstellers“. Bereits am 9. Januar 1850 erschien das erste Blatt.
Da sich immer wieder ehemalige Strafgefangene hilfesuchend in der Anstalt meldeten, mit denen diese überfordert war, entstand bei Engelbert und seinem Mitarbeiter, dem Kandidaten Eduard Dietrich, der Plan, ein Asyl für ehemalige Strafgefangene in Lintorf zu gründen. Die dort entstehende Gemeinde hatte zuvor ein altes Bauernhaus erworben mit dem Ziel, dass dieses einst als Pfarrhaus dienen sollte.
Als am 4. November 1850 die Generalversammlung von Freunden und Direktionsmitgliedern des Diakonenhauses in Duisburg tagte, schlug Engelbert die Gründung des Asyls als Tochtergesellschaft des Diakonenhauses vor, was die Versammlung einstimmig billigte. Das Lintorfer Asyl war geboren. Die Anfänge fanden in dem Haus der Lintorfer Gemeinde statt. Bald aber gelang es, einen gegenüberliegenden Bauernhof mit 20 Morgen Acker zu erwerben. Im Jahre 1858 wurde eine weitere an das Bessersche Haus angrenzende Fläche hinzugekauft und eine kleine Landwirtschaft eingerichtet. 1863 folgte der Erwerb des „Besserschen Erbes“, in das das kleine anstaltseigene Krankenhaus verlegt wurde.
1864 erhöhten sich die Spannungen um die Herzogtümer Schleswig und Holstein. Engelbert bot dem Kriegsministerium an, in der Krankenpflege erfahrene Diakone zu entsenden. Dieses nahm das Angebot an und forderte ihn auf, diese in das preußische Militärlazarett nach Kiel zu entsenden. So reisten die ersten Brüder bereits am 10. Februar nach Kiel, insgesamt sollten es 16 werden. Am 23. März 1864 reiste Engelbert seinen Brüdern hinterher, um sie zu besuchen und auch um organisatorische Absprachen zu treffen. Denn noch fehlten organisatorische Vorschriften und Absprachen. So wurde Engelbert einer der Väter der Felddiakonie.
Auch die Handwerkerschaft suchte er zu sammeln. Der Idee Johann Hinrich Wichern folgend gründete er eine Handwerkerassoziation und engagierte sich in deren Vorstand. Später war er im Deutschen Verein aktiv und gründete schließlich gemeinsam mit Pastor Schuster den Bürgerverein (Später Arbeiter- und Bürgerverein) in Duisburg.
1866 bereits zeichnete sich ein erneuter Krieg ab, diesmal zwischen Preußen und Österreich (Deutscher Krieg). Bereits im Vorfeld bot Engelbert seine Hilfe an, die gerne angenommen wurde. Allerdings wurden die Diakonen diesmal in den Johanniterorden eingegliedert, so dass Engelbert die Hilfe nicht wieder selbst organisieren musste. Weil die Diakonenanstalt nicht genügend Diakone stellen konnte, suchte Engelbert erstmals Diakone auf Zeit über das von ihm herausgegebene Sonntagsblatt. Zahlreiche Bereitwillige meldeten sich. Die Anstalt konnte schließlich 65 Diakone stellen.
Im Deutsch-Französischen Krieg entsandte Engelbert wieder zahlreiche Diakone. Auch diesmal reiste Engelbert ihnen nach. Bei der Rückreise, Frankreich hatte inzwischen kapituliert, machte er mit einigen Brüdern einen Abstecher nach Paris, wo sie verhaftet wurden. Erst nach intensiver Fürsprache des befreundeten Pfarrers Valette wurden sie nach einigen Tagen wieder freigelassen.
1867 brach in Ostpreußen nach einigen Hungersnöten Typhus aus. Die Hilfsbereitschaft im Reich war groß. Unter dem Protektorat des Kronprinzen Friedrich Wilhelm wurde ein „Hilfsverein für Ostpreußen“ gegründet. Die Diakonen-Anstalt sandte zunächst vier, später insgesamt 13 Brüder, die in der Krankenpflege erfahren waren, zur Hilfe. Im März 1868 reiste Engelbert nach Ostpreußen, um die Brüder zu besuchen und sich ein Bild von der Lage zu machen. Bald entwickelte sich der Plan, für die Waisen der Typhusopfer ein Waisenhaus zu errichten. Noch im Frühjahr 1868 nahm der Plan Gestalt an. Es folgt eine weitere Reise. Im Sommer 1868 reiste Engelbert erneut nach Ostpreußen. Nun errichtete er ein von der Diakonenanstalt getragenes Waisenhaus für die masurischen Typhuswaisen in Lötzen. Die Errichtung wurde vom Hilfsverein für Ostpreußen großzügig mit 20.000 Talern unterstützt. Er regte zudem die Gründung weiterer Waisenhäuser in den anderen Kreisen Ostpreußens an. So entstanden mit Mitteln des Hilfsfonds weitere Waisenhäuser in Saalfeld und Gumbinnen; das bestehende Waisenhaus in Wartenburg wurde zur Aufnahme von Typhuswaisen stark erweitert. An der Straße von Lötzen nach Johannisburg wurde auf einer Anhöhe ein 20 Morgen großes Grundstück erworben. Hier entstand ein Erziehungshaus. Aufgrund der zahlreichen Einrichtungen, die nunmehr in Ostpreußen entstanden und die regelmäßige Reisen Engelberts nach Ostpreußen notwendig machten, beschloss die Direktion im Jahre 1871, Engelbert den Titel eines Direktors zu verleihen.
1873 brach in Ostpreußen die Cholera aus. Wieder halfen die Brüder der Diakonenanstalt. Wieder gab es viele Waisen. Das Waisenhaus in Lötzen nahm sie auf, soweit es konnte. Engelbert vermittelte nach einem Aufruf im Sonntagsblatt aber auch 150 Kinder an christliche rheinische Familien, die sich bereit erklärt hatten, ein Waisenkind aufzunehmen. Engelbert übernahm bei allen Kindern die Vormundschaft und damit unendlich viel zusätzliche Arbeit.
1879 wurde zweite Asyl, Haus Siloah, „für Trunkfällige aus gebildeten Ständen“ errichtet. 1903 folgte das Haus Bethesda, das sich an „alkoholabhängige Männer aus den mittleren Ständen“ wandte.
Später engagierten sich die Diakone auf Engelberts Betreiben in der Stadtmission, insbesondere in Berlin, zahllosen Herbergen zur Heimat. Zahllose Diakonenheime wurden errichtet, die unter Leitung eines verheirateten Hausvaters mit vier bis sechs Brüdern die männliche Altenpflege in den Familien betrieben.
Auch in der Erziehungsarbeit für verwahrloste Jugendliche engagierte er sich. 1882 errichtete er das Erziehungshaus in Gleidorf, 1884 eine Erziehungsanstalt in Götterswickerhamm. 1893 gründete er die Handwerker-Bildungsanstalt für schulentlassene Zöglinge in Gemünd in der Eifel. 1887 entstand das Elisabethstift in Katzenelnbogen und 1900 das Bettmannstift in Soest.
1886 schuf er gemeinsam mit Martin Gottlieb Wilhelm Brandt die Blätter für Erziehung, die fortan vierteljährlich als Beilage zum Sonntagsblatt erschienen. Auch den Anstoß zur Gründung der Zeitschrift Daheim gab Engelbert gemeinsam mit Freunden.
Als einer der ersten erkannte Engelbert, dass die Ausdehnung und Vielfalt der zahlreichen diakonischen Einrichtungen einen Zusammenschluss erforderlich machte. So entstand Anfang der 1880er Jahre die „Brüderhausvorsteherkonferenz“, später die „Konferenz der theologischen Berufsarbeiter der Inneren Mission“.
Zu seinem 50. Dienstjubiläum wurde der Bau einer Anstaltskirche begonnen, die auch als Festsaal dienen sollte. Sie wurde 1899 fertig gestellt. 1906 trat er nach fast 59 Jahren Tätigkeit für die Diakonenanstalt in den Ruhestand, gab aber noch einige Jahre weiter das Sonntagsblatt heraus.

## Familie
Im September 1849 heiratete er Auguste Eversz. 1851 wurde der Sohn Heinrich geboren, der jedoch bereits am 26. Juni 1852 starb. Es folgten die Söhne Richard (1853), Jakob (1855) und Johannes (1858). Bereits im Jahre 1850 hatte sich Auguste eine schwere rheumatische Gelenkerkrankung zugezogen, die zwar gut abheilte, von der aber ein Herzleiden zurückblieb, an dem sie am 19. Januar 1861 starb. Die Söhne Richard und Jakob engagierten sich wie ihr Vater im Wingolf und studierten ebenfalls Theologie. Jacob Engelbert trat 1895 als Pfarrer in die Diakonenanstalt ein. Johannes Engelbert wurde Apotheker.
Im Oktober 1862 heiratete Engelbert Ernestine Hendweiler, Tochter eines Regierungsbeamten aus Düsseldorf. Aus dieser Ehe gingen die Töchter Sophie (1863), Frieda (1865) und Amalie (1867) hervor. Ernestine erkrankte im Jahre 1882 schwer und starb im August 1883 an einem Schlaganfall, den sie während eines Erholungsurlaubes in Zavelstein erlitt.

## Trivia
Nach Engelbert ist eine Straße im Zentrum Duisburgs benannt. Im Jahre 1897 wurde ihm der Rote Adlerorden 3. Klasse verliehen.